# ブルース・ペニンシュラ国立公園
ブルース・ペニンシュラ国立公園は、カナダのオンタリオ州にあるブルース半島にある国立公園である。ナイアガラ断崖の一部に位置するこの公園は、オンタリオ州南部で最大の保護地域の1つである。広さは156平方キロメートルあり、ユネスコのナイアガラ断崖世界生物圏保護区の中核を形成している。 公園では、ハイキング、キャンプ、バードウォッチングなど、多くのアウトドアアクティビティを楽しむことができる。公園内には、初心者向けから難易度の高い上級者向けまでのハイキングコースがあり、ブルーストレイルに繋がっている。
この公園内では、日の出や夕日の素晴らしい景色、ナイアガラ断崖の岩、アメリカグマ（ブラックベア）、さまざまな種類の野鳥、野生のラン、マサソーガ・ガラガラヘビなどの野生生物を見ることもでき、訪問者を楽しませてくれる。
この公園は、2011年の国立公園プロジェクトの短編映画のひとつ、ダニエルコックバーン監督、ジョン K.サムソン、クリスティンフェローズ、サンドロペリー作曲で制作した内容の主題となった場所である。

## 地質

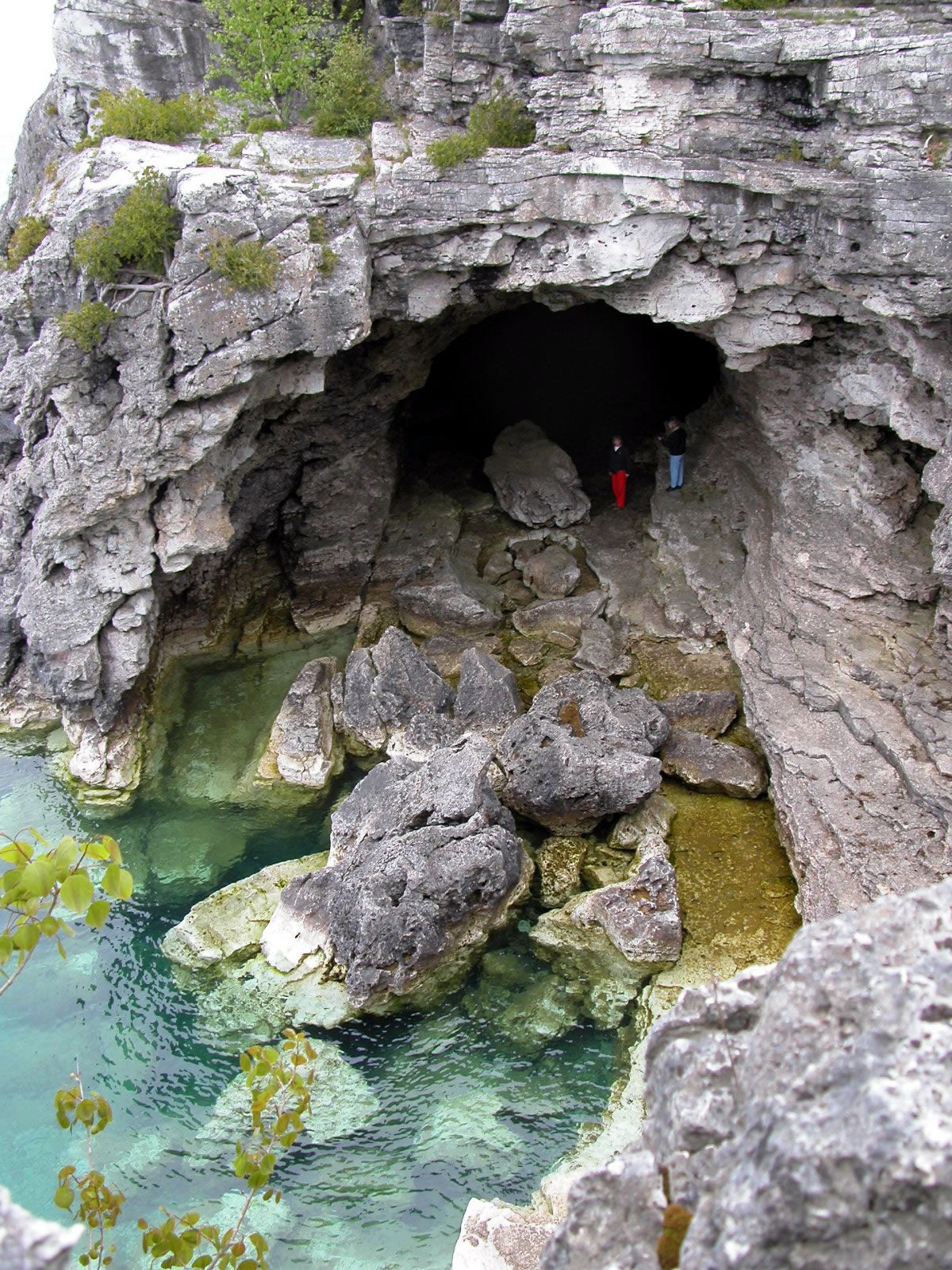
ブルース半島国立公園の「グロット（Grotto）」

ナイアガラ断崖は、ニューヨーク州ロチェスターの近くからトバモリ、マニトゥーリン島、セントジョセフ島、ヒューロン湖北部にある他の島々まで走り、西に向かってスーセントマリーの南にあるミシガン州北部のアッパー半島を通る。その後、断崖はドア半島に続いて南にウィスコンシンに伸び、ミシガン湖とミルウォーキーの西海岸からさらに内陸に伸び、ウィスコンシンとイリノイの州境近くであるシカゴの北西で終わる。この断崖はブルース半島の骨格を形成しており、北の断崖の大部分に公園が位置しており、この公園に最も素晴らしい景観を数カ所提供している。
この断崖の岩はとても古いものである。約4億年前のこの地域は、植物のような姿の動物、甲殻類、生きているサンゴや軟体動物などの生態系が溢れる熱帯の浅い海に覆われていた。それは、現在のオーストラリアのグレートバリアリーフによく似ていたであろう。海が乾き始めると、海に溶け込んだミネラルがどんどん濃縮され、水中のマグネシウムは石灰岩に吸収され、石灰岩はドロマイトと呼ばれる、より硬くてわずかに異なる種類の岩となった。
ブルース・ペニンシュラ国立公園のジョージア湾湖岸線に沿った断崖の多くの崖岩は、このより硬いドロマイトで形成されている。ナイアガラフォールズでは、ドロマイトの「キャップロック」はその下の岩よりも侵食に強いため、彫刻的な崖の形を作り出しており、この地域で名所となっている。氷河期以降、この地域の水位は大きく変化した。より柔らかい石灰岩は水の作用によって侵食され、湖岸沿いのさまざまな場所にて壮大に張り出した崖が残っている。これらは、キプロスレイクトレイルのハイキングコースで見られる大きな魅力的ポイントである。侵食がさらに深く進んだ箇所では、マー湖とジョージアンベイ トレイルの間の湖岸にある有名な「グロット（Grotto）」などの洞窟がある。波によって浸食され上の崖から転落したドロマイトの大きな岩塊が、ジョージア湾の深く澄んだ水面下にはっきりと見ることができる。

## 気候
公園のある地域は、夏は涼しく冬は穏やかな海洋性気候 で、 :16公園のある半島北部はカナダで最も温暖な気候の場所のひとつである。 その気候は、ジョージア湾とヒューロン湖両方の影響を受けているため気温が大幅に緩和される。  :8 その結果、秋には穏やかな気温、春には涼しい気温が続く傾向となる。  :11夏は暖かく、平均気温は16.8 °C (62.2 °F)冬はさほど寒くなく、平均−6.7 °C (19.9 °F)である 。  :11夏は太平洋とメキシコ湾からの高温多湿な気団に支配される。  :8 :11冬は太平洋気団が優勢となり、暖かく湿った空気をもたらすが、北極高気圧からの冷たく乾燥した空気が発生することがあり、そのためにより寒く乾燥した状態が起こる。  :8 :11冬期中、メキシコ湾からの暖気団がまれに来ることがあり、1月と2月に雪解けをもたらすことがある。  :8春と秋は、違った地域の気団によって、差が激しく急速に変化し、その影響を伴った複雑な気象パターンの特徴があらわれる。  :8 公園では約900ミリメートル (35 in)の年間降水量があり、 これは一年を通して大体均等に分布しているが、秋（9月から11月）の降雨量が最も多い。  :16 :11内陸部よりも降水量がわずかに少ないのは、気団が移動するとき、細い半島に与える影響が限定されているためである。  :9

## 動物
この国立公園に生息する主な動物は、シマリス、リス、アカギツネ、アライグマ、コヨーテ、アメリカグマ（ブラックベア）、ヤマアラシ、カンジキウサギ、スカンク、オジロジカ、ヘビ、カエル など。

## ビジターセンター
2006年に、ファトムファイブ国立海洋公園とブルース・ペニンシュラ国立公園のサービスを提供する新しいビジターセンターが開設。 Shore Tilbe Irwin + Partners社のAndrew Frontiniによって設計された782百万カナダドルの費用がかかったセンターには、遊歩道、情報センター、レセプションエリア、展示ホール、劇場などがある。公園周囲とジョージア湾の展望写真を訪問者に提供できるように、高さ20メートルの展望塔も設置されている。このセンターは、環境の持続可能性を念頭に置いて設計されており、革新的な温室効果ガス削減技術の実装のために、カナダ連邦政府環境プログラム（FHIO）から224,000ドルを受領している。 

## 参照
- カナダの国立公園
- カナダの国立公園のリスト